# 하와이어
하와이어(하와이어: ʻōlelo Hawaiʻi)는 폴리네시아어군에 속하는 언어로 하와이 제도에서 쓰인다. 현재 영어와 함께 하와이주의 공용어로 지정되어 있다. 하와이 왕국의 제3대 국왕인 카메하메하 3세는 1839년에서 1840년에 걸쳐 최초로 하와이어로 된 헌법을 제정하였다. 하와이가 독립왕국의 지위를 잃고 미국에 병합되면서 1890년부터 1950년까지 하와이어 사용은 점차 쇠퇴했다. 니하우섬을 제외한 하와이 제도에서 하와이어는 사실상 영어로 대체되었으며, 하와이어를 모어로 하는 사람의 수는 하와이주 전체 인구의 0.1%뿐이다. 반면 1950년대부터 하와이어 유지를 위한 주민들의 노력도 이어지고 있다.
하와이인이 쓰는 피진 영어로서 하와이 영어라는 것이 있으나 하와이어와는 다른 언어이다.

## 문자
서양과 접촉하기 전에 하와이어에는 문자가 없었다. 오늘날 하와이어는 로마자로 표기한다. 하와이어 문자에는 5개의 모음 글자와 8개의 자음 글자가 있고 한 글자가 한 음소에 대응한다. 글자 순서는 다음 표와 같으며 모음이 자음보다 먼저 온다.
| Aa  | Ee  | Ii  | Oo  | Uu  | Hh  | Kk    | Ll  | Mm  | Nn  | Pp  | Ww    | ʻ   |
| --- | --- | --- | --- | --- | --- | ----- | --- | --- | --- | --- | ----- | --- |
| /a/ | /e/ | /i/ | /o/ | /u/ | /h/ | /k~t/ | /l/ | /m/ | /n/ | /p/ | /v~w/ | /ʔ/ |

또한 하와이어에서는 모음 글자 위에 매크론을 붙여 장모음을 나타낸다. 장모음은 Ā ā, Ē ē, Ī ī, Ō ō, Ū ū처럼 쓰며 보다 길게 발음한다.

### 오키나
오키나(ʻ, 하와이어: ʻokina)는 하와이어에서 성문 파열음을 나타내는 글자로서, 뒤집어진 쉼표나 왼쪽 홑따옴표처럼 생겼다. 유니코드 문자 U+02BB ʻ modifier letter turned comma로 쓰는 것이 표준이지만 실제로는 입력하기 편한 아포스트로피(')나 억음 부호(`) 등으로 쓰는 경우도 많다.

## 음운론

### 자음
|        | 순음  | 치경음 | 연구개음 | 성문음 |
| ------ | ----- | ------ | -------- | ------ |
| 비음   | m     | n      |          |        |
| 파열음 | p     | t ~ k  | t ~ k    | ʔ      |
| 마찰음 |       |        |          | h      |
| 공명음 | w ~ v | l      |          |        |

하와이어는 자음소의 수가 적은 것으로 유명한데, /p, k ~ t, ʔ, h, m, n, l, w ~ v/의 여덟 개뿐이다. 하와이어에서 [t]와 [k], [w]와 [v], 그리고 (몇몇 방언에서) [l]과 [n]이 변이음 관계에 있는 것은 특이한 일이다. 세계적으로 [t]–[k] 간의 변이는 매우 드물다. 하와이어에서 이런 현상이 보이는 이유는 하와이어의 자음이 매우 적은데다, 과거의 *k가 [ʔ]로 변한 후 과거의 *t가 현재의 [t]–[k]로 변한 지 오래되지 않아서라고 생각된다. 몇몇 방언에서는 일부 단어의 /ʔ/가 여전히 [k]로 남아 있다. 이러한 변이는 대체로 자유롭지만 관여하는 요인이 없지는 않다. /l/이 [n]으로 발음되는 경향은 Lānaʻi ([laːˈnɐʔi]–[naːˈnɐʔi])처럼 /l/과 /n/이 모두 있는 단어에서 특히 두드러진다. 그러나 "검다"는 뜻의 ʻeleʻele 또는 ʻeneʻene의 예에서 보듯, 항상 그렇지는 않다. 어두에서는 거의 항상 [k] 변이음이 나타나고, 모음 /i/ 앞에서는 [t]가 더 흔하다. 모음 /i/와 /e/ 뒤에서는 [v]가 일반적이고, /u/와 /o/ 뒤에서는 [w]가 일반적인데, /a/ 뒤나 어두에서는 [w]와 [v]가 자유변이한다. 자음은 모음 앞에만 나타나므로 자음 둘이 붙어 있는 경우는 없고 음절은 항상 모음으로 끝난다.

### 모음
하와이어에는 단모음 다섯 개와 장모음 다섯 개 및 이중모음이 있다.

#### 단순모음
|        | 단모음 | 단모음 | 장모음 | 장모음 |
| 전설   | 후설   | 전설   | 후설   |        |
| ------ | ------ | ------ | ------ | ------ |
| 고모음 | i      | u      | iː     | uː     |
| 중모음 | ɛ ~ e  | o      | eː     | oː     |
| 저모음 | ɐ ~ ə  | ɐ ~ ə  | aː     | aː     |

하와이어의 단모음은 /u, i, o, e, a/로 다섯 개이다. 장모음을 단모음 둘이 붙어 있는 것이 아니라 별도의 음소로 간주하면 마찬가지로 /uː, iː, oː, eː, aː/의 다섯 개이다. 단모음 /e/와 /a/가 강세를 받으면 각각 [ɛ]와 [ɐ]로 소리나고, 강세를 받지 않으면 [e]와 [ə]로 소리난다고 한다. 그러나 Parker Jones (2017)는 힐로 출신의 어린 화자를 대상으로 한 분석에서 /a/가 [ə]로 약화되는 것을 관찰하지 못했다. 따라서 /a/가 실현되는 방식에는 조금씩 차이가 있는 것으로 보인다. 또 /e/는 /l/, /n/, 또는 또다른 [ɛ] 옆에서 [ɛ]로 소리나는 경향이 있다. Pele [pɛlɛ]와 같은 예가 있다. 어떤 불변화사는 단모음과 장모음 양쪽으로 실현되는데, 예를 들어 "-의"라는 뜻의 a와 o, "-에"라는 뜻의 ma, "-를 위해"라는 뜻의 na와 no 등이 있다. 후설 모음 /o/ 또는 /u/ 뒤에 후설이 아닌 모음 /a e i/이 오면 그 사이에 [w]가 삽입되며, 보통 철자에는 반영되지 않는다. 전설 모음 /e/ 또는 /i/ 뒤에 전설이 아닌 모음 /a o u/이 오면 그 사이에 [j]가 삽입되며 철자에는 반영되지 않는다.

#### 이중모음
|            | /u/로 끝남 | /i/로 끝남 | /o/로 끝남 | /e/로 끝남 |
| ---------- | ---------- | ---------- | ---------- | ---------- |
| /i/로 시작 | iu         |            |            |            |
| /o/로 시작 | ou         | oi         |            |            |
| /e/로 시작 | eu         | ei         |            |            |
| /a/로 시작 | au         | ai         | ao         | ae         |

단모음으로 시작하는 이중모음은 /iu, ou, oi, eu, ei, au, ai, ao, ae/가 있으며 이는 모두 (어쩌면 /iu/를 제외하고) 하강이중모음이다. 그러나 이들은 영어의 이중모음처럼 단단히 결합되어 있지는 않으며, 두 개의 모음이 연속된 것으로 간주할 수도 있다. (이렇게 연속된 모음 중 두 번째 것이 강세를 받는 경우도 있는데, 그럴 때는 이중모음으로 간주하지 않는다.) 빠르게 말할 때 /ai/는 [ei]처럼, /au/는 [ou]처럼 발음되는 경향이 있어 /ei/ 및 /ou/와 구분이 흐려진다.
장모음 뒤에 모음이 오는 경우는 /oːu, eːi, aːu, aːi, aːo, aːe/로 더 제한적이며 이 또한 이중모음으로 보기도 한다.
|            | /u/로 끝남 | /i/로 끝남 | /o/로 끝남 | /e/로 끝남 |
| ---------- | ---------- | ---------- | ---------- | ---------- |
| /o/로 시작 | oːu        |            |            |            |
| /e/로 시작 |            | eːi        |            |            |
| /a/로 시작 | aːu        | aːi        | aːo        | aːe        |

### 음소배열론
하와이어의 음절 구조는 (C)V이다. wū를 제외하고 모든 CV 구조의 음절이 나타난다. wu는 영어에서 차용한 단어 두 개에만 나타난다. Schütz가 보였듯이 하와이어의 단어 강세는 음절 수가 넷 이하인 단어에서는 예측 가능하지만 다섯 이상인 단어에서는 예측할 수 없다. 하와이어에서는 자음의 구개음화와 탈락, 모음의 상승, 이중모음화, 탈락, 보상적 장음화 등 다양한 음운변동이 일어난다.

## 문법
하와이어는 VSO 어순의 고립어이다. 오스트로네시아어족의 다른 여러 언어와 마찬가지로, 하와이어 대명사는 청자포함 1인칭과 청자배제 1인칭을 구별하며, 단수, 쌍수, 복수를 구분한다. 동사의 시제·상·법을 나타내기 위해 동사 앞뒤로 불변화사를 놓는다. 다음은 동사 활용의 예시이다.
- ua VERB – 완결상
- e VERB ana – 미완결상
- ke VERB nei – 현재진행시제
- e VERB – 명령법
- mai VERB – 부정명령법
- i VERB – 과거시제
- ke VERB – 부정사

명사 앞에는 관사가 올 수 있다.
- ka honu (그 거북)
- ke kanaka (그 사람)
- nā honu (그 거북들)

ka와 ke는 단수 정관사이다. ke는 a-, e-, o-, k-로 시작하는 단어들과 ʻ- 또는 p-로 시작하는 몇몇 단어 앞에서 쓰이고 그 외의 경우에는 ka가 쓰인다. nā는 복수 정관사이다.

## 같이 보기
- 미국의 언어

## 참고 문헌
- Schütz, Albert J. (1994). 《The Voices of Eden: A History of Hawaiian Language Studies》. Honolulu: University of Hawaiʻi Press. ISBN 0-8248-1637-4.
- Elbert, Samuel H.; Pukui, Mary Kawena (1979). 《Hawaiian Grammar》. Honolulu: The University Press of Hawaii. ISBN 0-8248-0494-5.
- Pukui, Mary Kawena; Elbert, Samuel H. (1986). 《Hawaiian Dictionary》. Honolulu: University of Hawaiʻi Press. ISBN 0-8248-0703-0.